# Anseriformes
Anseriformes é uma ordem de aves aquáticas que contém 161 espécies distribuídas por 48 géneros e 3 famílias, Anatidae, Anhimidae e Anseranatidae (algumas classificações incluem também a família Dendrocygnidae). Os anatídeos incluem animais como o pato, o ganso e o cisne e têm distribuição cosmopolita enquanto que os animídeos estão restritos à América do Sul.
As aves anseriformes habitam zonas aquáticas continentais como lagos, pântanos, rios e estuários, no entanto algumas espécies mudam-se para habitats marinhos durante a época de reprodução. São aves de médio a grande porte que medem entre 30 a 180 cm de envergadura e pesam entre 200 gramas e 20 kg. A plumagem destas aves é muito variada, sendo algumas espécies monocromáticas enquanto que outras bastante coloridas. As crias dos anseriformes são bastante precoces e chocam de olhos abertos e prontas para nadar. Estas aves têm membranas interdigitais nas patas, numa adaptação ao meio aquático. Os anseriformes são aves omnívoras que se alimentam de folhas, frutos e raízes de plantas terrestres e aquáticas, mas também de insetos e larvas e pequenos crustáceos. Muitas das espécies de anseriformes são migratórias.
O grupo inclui algumas espécies domesticadas para exploração de carne, penas ou ovos. Muitas espécies são consideradas especialidades gastronómicas ou cinegéticas.
O mais antigo anseriforme encontrado até agora é o "Vegavis" do Cretáceo, uma ave aquática parecida com um ganso que se acredita ter vivido há 99 milhões de anos. Os anseriformes são um dos dois únicos tipos de aves modernas confirmadas durante o Mesozóico ao lado dos outros dinossauros, e de fato estavam entre os poucos que sobreviveram ao evento de extinção em massa do final do Cretáceo, juntamente com seus primos, os Galiformes. Esses dois grupos ocupavam apenas dois nichos ecológicos durante o Mesozóico, vivendo na água e no solo, enquanto os Enantiornithes dentados eram os pássaros dominantes que dominavam as árvores e o ar. O asteróide que acabou com o Mesozóico destruiu todas as árvores e os animais a céu aberto, uma condição que levou séculos para se recuperar. Pensa-se que os anseriformes e os galliformes tenham sobrevivido na cobertura de tocas e na água, e não precisassem de árvores para alimentação e reprodução. O grupo diversificou-se bastante no Miocénico.
O IUCN lista 51 espécies de anseriformes ameaçadas ou em perigo de extinção. Desde o início do século XXI já se registou o desaparecimento de cinco espécies, como por exemplo o pato-de-labrador. As principais causas de perigo para o grupo são a caça exagerada, perda de habitat e competição com espécies introduzidas.

## Taxonomia
- Ordem Anseriformes[3][4]
  - Família Anhimidae
    - Gênero Anhima
    - Gênero Chauna

  - Família Anseranatidae
    - Gênero Anseranas

  - Família Anatidae
    - Subfamília Anatinae
      - Gênero Aix
      - Gênero Amazonetta
      - Gênero Anas
      - Gênero Asarcornis
      - Gênero Aythya
      - Gênero Biziura
      - Gênero Bucephala
      - Gênero Cairina
      - Gênero Callonetta
      - Gênero Camptorhynchus
      - Gênero Chenonetta
      - Gênero Clangula
      - Gênero Heteronetta
      - Gênero Histrionicus
      - Gênero Lophodytes
      - Gênero Lophonetta
      - Gênero Malacorhynchus
      - Gênero Mareca
      - Gênero Marmaronetta
      - Gênero Melanitta
      - Gênero Mergellus
      - Gênero Mergus
      - Gênero Netta
      - Gênero Nettapus
      - Gênero Nomonyx
      - Gênero Oxyura
      - Gênero Polysticta
      - Gênero Pteronetta
      - Gênero Rhodonessa
      - Gênero Salvadorina
      - Gênero Sibirionetta
      - Gênero Somateria
      - Gênero Spatula
      - Gênero Speculanas

    - Subfamília Anserinae
      - Gênero Anser
      - Gênero Branta
      - Gênero Cereopsis
      - Gênero Coscoroba
      - Gênero Cygnus

    - Subfamília Dendrocygninae
      - Gênero Dendrocygna
      - Gênero Thalassornis

    - Subfamília Stictonettinae
      - Gênero Stictonetta

    - Subfamília Tadorninae
      - Gênero Alopochen
      - Gênero Chloephaga
      - Gênero Cyanochen
      - Gênero Hymenolaimus
      - Gênero Merganetta
      - Gênero Neochen
      - Gênero Plectropterus
      - Gênero Sarkidiornis
      - Gênero Tachyeres
      - Gênero Tadorna
      - Gênero Radjah